# San Marco Evangelista
San Marco Evangelista ist eine italienische Gemeinde (comune) mit 6505 Einwohnern (Stand 31. Dezember 2024) in der Provinz Caserta in Kampanien. Die Gemeinde liegt etwa 4 Kilometer südsüdöstlich von Caserta.

## Verkehr
Durch die Gemeinde führt neben der Strada statale 265 dei Ponti della Valle auch die Autostrada A30 nach Mercato San Severino, die Strada statale 700 della Reggia di Caserta und schließlich die Strada Statale 87 Sannitica.
Diese Straßen begrenzen das Gemeindegebiet.